# Detective Chinatown
Detective Chinatown (Chinees: 唐人街探案; pinyin: Tángrénjiē tàn àn) is een Chinese komische actiefilm uit 2015, geregisseerd door Chen Sicheng.

## Verhaal
Nadat Qing Fen van de politieacademie is gestuurd, gaat hij op vakantie naar Thailand. Hij is van plan om tijd door te brengen met zijn oom Tang Ren, die bekend staat als de beste detective in de Chinatown-wijk Thanon Yaowarat van Bangkok.

## Rolverdeling
| Acteur        | Personage     |
| ------------- | ------------- |
| Wang Baoqiang | Tang Ren      |
| Liu Haoran    | Qin Feng      |
| Tong Liya     | Xiang         |
| Chen He       | Huang Landeng |
| Xiao Yang     | Kon Tai       |
| Xiaoshenyang  | Bei Ge        |
| Pan Yueming   | Lee           |
| Marc Ma       | Tony          |
| Zhang Zifeng  | Snow          |
| Zhao Yingjun  | Vietnamese    |

## Prijzen en nominaties
De belangrijkste:
| Jaar | Prijs                                    | Categorie                      | Genomineerde(n) | Uitslag     |
| ---- | ---------------------------------------- | ------------------------------ | --------------- | ----------- |
| 2016 | Golden Horse Film Festival               | Beste cinematografie           | Du Jie          | Genomineerd |
| 2016 | Golden Horse Film Festival               | Beste Art Direction            | Li Miao         | Genomineerd |
| 2016 | Golden Horse Film Festival               | Beste Make-up & Kostuumontwerp | Stanley Cheung  | Gewonnen    |
| 2016 | Golden Horse Film Festival               | Beste actie choreografie       | Wu Gang         | Gewonnen    |
| 2016 | Golden Horse Film Festival               | Beste originele filmsong       | "Savadica"      | Genomineerd |
| 2016 | Internationaal filmfestival van Shanghai | Beste film                     | Beste film      | Genomineerd |
| 2016 | Internationaal filmfestival van Shanghai | Beste acteur                   | Liu Haoran      | Genomineerd |
| 2016 | Internationaal filmfestival van Shanghai | Beste scenarioschrijver        | Chen Sicheng    | Genomineerd |